# Чингиз Абдулајев
Чингиз Абдулајев Акиф (азер. Çingiz Akif oğlu Abdullayev; 7. април 1959 Совјетски и Азербејџански писац.
Стекао три висока образовања, говори шест страних језика. У периоду 1982-1983, завршио је Виши курс
КГБ-а. Радио је у Министарству одбране Совјетског Савеза, потом у Пољској, Немачкој, Белгији, Анголи, Румунији и Авганистану, као део специјалне јединице посебне намене.
Чингиз Абдуллаев је аутор 194 романа и приповедака, а такође и преко 440 публицистичких чланака. По његовим делима написано је 60 филмских сценарија, снимљено је седам филмова и две серије. Његово име као најчитанијег писца на руском језику налази се у Гинисовој књизи рекорда.

## Биографија
- Потиче из породице правника (4. генерација). Прадеда по оцу је био помоћник државног адвоката при суду у Бакуу још давних деведесетих година XIX века.
- Средином 1988. године изашла је прва књига Чингиза Абдулајева под називом „Плави анђели“.
- Члан Удружења писаца СССР и члан Удружења писаца Азербејџана од 1989 године.[1]
- Од 1990. године је потпредседник Азербејџанског ПЕН-клуба.
- У јуну-јулу 1990. године је одборник XXXII конгреса Комунистичке партије Азербејџана. Изабран за кандидата за члана ЦК Компартије Азербејџана.
- У марту 1991. године на IX конгресу Удружења писаца Азербејџана изабран је за секретара Управног одбора Удружења писаца Азербејџана.
- Од 1993. године је потпредседник Републичког друштва пријатељства „Азербејџан-Казахстан“.
- У октобру 1997. године на X конгресу Удружења писаца Азербејџана је поново изабран за секретара Управног одбора Удружења писаца Азербејџана.
- У мају 2004. године на XI конгресу Удружења писаца Азербејџана је поново изабран за секретара Управног одбора Удружења писаца Азербејџана.
- Од јула 2005. године носи звање Народног писца Азербејџана. Члан Савета Старешина Удружења писаца Азербејџана
- Од новембра 2006. године је професор катедре кривичног права Азербејџанског међународног универзитета.
- У марту 2009. године је био један од оснивача Међународног фонда за сарадњу и партнерство Црног мора и Каспијског мора.
- Од фебруара 2010. године до децембра 2013. године је био члан Комисије за Државну награду Азербејџанске Републике за науку, културу и књижевност.
- У јануару 2011. године је изабран за председника ПЕН-клуба Азербејџана.
- Од јула 2011. године је члан Координационог Савета Азербејџанаца света.
- 2011.—2012. године је био извршни продуцент документарног филма Ендру Томпсона и Луси Бејли “The Waiting” («Ишчекивање») /Уједињено Краљевство, 2012/.
- Од септембра 2013. године је члан Управног Одбора Међународног фонда за сарадњу и партнерство Црног мора и Каспијског мора.
- Од децембра 2013. године је био члан Комисије за Државну награду Азербејџанске Републике за науку, технику, архитектуру, културу и књижевност.
- У јуну 2014. године на XII конгресу Удружења писаца Азербејџана је поново изабран за секретара Управног одбора Удружења писаца Азербејџана.
- Од октобра 2014. године је почасни доктор Универзитета за библиотекарство и информационе технологије (Софија, Бугарска).
- Од 31. марта 2015. године је председник Надзорног одбора Фудбалског клуба «Нефчи» (Баку).
- Од 23. маја 2015 године је члан Управног одбора и Председник Међународног фонда за сарадњу и партнерство Црног мора и Каспијског мора.
- Од 15 септембра 2015. године је изабран за Почасног члана Међународне Алијансе Азербејџан-Украјина.
- Прва књижевна остварења Чингиза Абдулајева била су неколико лирских прича, међу којима су „Валцер“ (1981) и „Парче хлеба“ (1981—1982).
- Прва књига овог писца је роман под називом „Плави анђели“, која је изашла 1988. године у Бакуу у издавачкој кући „Јазичи“ са тиражем од 30 000 примерака. Касније су његова остварења издавана како на локалном нивоу, тако и на нивоу целог СССР. Почасни доктор права Народне Академије Наука Азербејџана. Председник Управног одбора Азербејџанске Народне библиотеке М. Ф. Ахундова.

## Награде
- Награда Гранд-мастер (Летонија, 2001)
- HUMAY (Азербејџан, 2004)
- Награда Удружења новинара Азербејџана Златно перо (Азербејџан, 2004)
- Награда за целокупно стваралаштво (Opera Omnia) “Тјудор Аргези“ (Румунија, 2011)
- Медаља Удружења писаца Белорусије За велики допринос у књижевности“ (2014)
- Лауреат Међудржавне награде „Звезде Содружества“ (2015)